# Tarabel
Tarabel é uma comuna francesa na região administrativa da Occitânia, no departamento do Alto Garona. Estende-se por uma área de 7.42 km², com 500 habitantes, segundo os censos de 2018, com uma densidade de 67 hab/km².